# Coleophora hyssopi
Coleophora hyssopi é uma espécie de mariposa do gênero Coleophora pertencente à família Coleophoridae.